# 噤界
是一部2018年美國恐怖電影，由約翰·卡拉辛斯基執導並與史考特·貝克、布萊恩·伍茲共同撰寫劇本。為導演卡拉辛斯基及妻子艾蜜莉·布朗主演。該片最先於2018年3月9日在西南偏南上首映並作為開幕片，並由派拉蒙影業定於2018年4月6日在美國上映。《噤界》在影評界及商業表現上皆獲得了成功的口碑。續集《噤界II》原預定於2020年上映，因疫情影響，改為2021年4月上映。

## 劇情
2020年，世界各處佈滿一群沒有視力，卻有著超靈敏聽力的兇猛外星生物，牠們會本能性攻擊任何發出聲音的物體，皮膚猶如鎧甲般地堅硬，讓人類完全無法應對。三個月下來，牠們消滅世界上大部分人口，只剩下一小部分人類仍然躲在各地繼續生存，盡可能地保持安靜來躲避牠們。
居住在一座僻靜農場裡的阿伯特一家人，在一家之主李的帶領下持續生存。為了避免發出聲音驚動到生物，走路必須要赤腳踩著鋪好的沙子路行進，且透過手語方式來互相溝通。一天，李跟妻子艾芙琳、聾女兒蕾根、兒子馬庫斯和四歲兒子鮑爾，到附近小鎮上的超市裡找到食物和藥物等補給後一路回家，鮑爾想帶走一個太空梭玩具，但李害怕玩具發出聲響而卸掉電池且不准他拿。蕾根基於好心而偷偷將玩具還給弟弟，卻不知道鮑爾偷偷裝回電池。回去的路上，鮑爾因為打開玩具發出聲音，驚動一隻棲息於附近的怪物，李還未來得及救到兒子，就目睹鮑爾被生物殺死。
一年多後，一家人繼續平安生活，蕾根仍然沒有走出害死弟弟的陰影，和父親的關係幾度緊張。艾芙琳再度懷孕並逼近預產期，在穀倉地下室做好生孩子隔音的萬全準備。李靠拾荒拼湊起來的無線電試圖對外聯繫，但至今沒有人回應他的求救，他每晚也跑到穀倉頂點火，不遠方有人明火回應，並且他試圖升級蕾根的人工耳蝸來強化她的聽力，但耳蝸到現在都沒有升級成功。一天，李帶著馬庫斯來到附近的河流捕魚，表示河流聲音能夠屏蔽說話聲，生物也無法發現他們。回去時，父子倆遇見一位剛喪妻的倖存者，最後目睹他大聲吼叫、引來一隻生物來自盡。晚間，獨自在家的艾芙琳因為預產期提前，感覺臨盆將近後走入房子地下室，卻不慎踩中樓梯上的釘子、隨即打破鏡框發出聲響，將附近的一隻生物引到房子裡。艾芙琳只好將農田彩燈換成代表緊急的紅色後，忍著陣痛擺脫生物躲進二樓浴缸。
剛回到家的李看見紅燈後發現事態緊急，指示馬庫斯到農場另一邊放煙火作為聲東擊西手段，自己回房子裡拿出霰彈槍。當生物被煙火聲吸引跑出房子後，艾芙琳得以尖叫並生下一個男嬰，李找到艾芙琳後帶著她們母子躲入穀倉地下室，將嬰兒嘴部戴上氧氣罩後關在盒子裡隔音。當李回農田裡尋找孩子們時，艾芙琳獨自躺在地下室休息，但上方被生物打斷的水管漏水而造成地下室開始淹水。艾芙琳發現淹水後，還看見一隻跟著她們躲在地下室的生物，最後只好盡可能地靠水聲避開牠而帶著嬰兒逃跑。
馬庫斯放完煙火後被困在農田裡，而一整天待在鮑爾墓前的蕾根，看到煙火後跑回農場，最後跟著手電筒燈光找到馬庫斯。姐弟倆躲在筒倉上方等待父親前來，馬庫斯不慎落入筒倉裡，並且陷進穀物堆中幾近窒息，蕾根只好一同跳進去救他，卻也將一隻生物吸引至筒倉裡。然而，蕾根耳上佩戴的當天剛修復完的人工耳蝸，靠近生物時自行製造出一種刺耳頻率，讓生物感到極度不適而逃走。姐弟倆出去後馬上跟趕來的李團聚，但因生物還在附近，李指示姐弟倆躲入一輛舊卡車後，獨自拿一把斧鎬來迎敵，卻被躲在木架上方的生物偷襲。在李嚴重受傷之下，馬庫斯大喊一聲“爸爸”，導致生物過去攻擊他們所在的卡車。那一刻，李站起來用手語對蕾根表示「我永遠愛你」後一聲大叫，將生物引向他來自我犧牲，得以讓姐弟倆鬆開剎車順著下坡回到家門前。
蕾根和馬庫斯跟母親艾芙琳會合後，集體躲入擺放無線電的地下室，蕾根看到父親針對尋找生物弱點、以及升級她耳蝸的一系列筆記，才理解父親為何一直以來不讓她進地下室。這時，生物回到地下室尋找目標，但蕾根想起之前的手段後，將她的耳蝸放置在麥克風上強化刺耳頻率，導致生物開始感到痛苦不已、四處掙扎。艾芙琳觀察到生物皮膚之下的肉體後，在生物恢復正常的一瞬間用散彈槍打爛牠的頭。一家人從農場閉路電視上發現又有兩隻生物被槍聲引來，但因為已經找到生物的弱點所在，艾芙琳重新將槍上膛，陪家人準備好抗擊敵人。

## 演員
| 演員                             | 角色                        | 備註 |
| 艾蜜莉·布朗 Emily Blunt          | 艾芙琳·阿伯特 Evelyn Abbott | 一家之母，將照料孩子們的安全看在第一位，一年前小兒子不幸喪命，為了洗刷痛苦不惜冒著風險再度懷上第四個孩子。 |
| 約翰·卡拉辛斯基 John Krasinski   | 李·阿伯特 Lee Abbott        | 一家之父，有豐富經驗的生存主義者，在末世裡擔起職責來保護家人安全，設計一系列規則來確保能平安度過每一天。   |
| 米莉森·西蒙斯 Millicent Simmonds | 蕾根·阿伯特 Regan Abbott    | 李和艾芙琳的大女兒，聽覺障礙人士，與家人必須靠手語來溝通，一年前因為她的一個無心之舉導致弟弟鮑爾喪生。     |
| 諾亞·朱佩 Noah Jupe              | 馬庫斯·阿伯特 Marcus Abbott | 李和艾芙琳的大兒子，蕾根的弟弟，剛接觸末世，性格比較膽怯，但必要之下還是會挺身而出。                       |
| 凱德·伍德沃 Cade Woodward        | 鮑爾·阿伯特 Beau Abbott     | 李和艾芙琳的僅四歲大的小兒子，蕾根的弟弟，在一年前不幸死於外星生物手中。                                   |

## 發行
《噤界》最先於2018年3月9日在西南偏南上作為開幕片。發行商派拉蒙影業將該片定於2018年4月6日美國上映。
派拉蒙影業於2017年11月釋出了首支電影預告片。2018年2月4日，官方在第52屆超級盃期間釋出了一支30秒的電影預告片。電影預告釋出後，該片在多個平台上的社交媒體增長率達到5200萬，超過了擁有4690萬觀看次數的《逃出絕命鎮》（2017年）。

## 迴響

### 評價
IndieWire指出，《噤界》在西南偏南上深受影評人的讚賞。爛番茄根據301條評論，持有95%的新鮮度，平均得分8.1／10。該片在Metacritic上得分82。據CinemaScore調查，觀眾的反響在A+至F間落於「B+」。
2023年8月，爛番茄將本片列名為「100部最佳2010年代恐怖片」排行榜第7名。

### 票房
The Tracking Board評估，由於在西南偏南上的好評和市場上沒有相似的作品，使得《噤界》有望在高預算電影的競爭中脫穎而出。Deadline Hollywood預估，該片在首週末能獲得約2000萬美元的票房；而《綜藝》則高估至1600萬美元至3000萬美元。
2018年2月9日，《BoxOffice》初步估計，《噤界》在首映週末能獲得1700萬美元的票房，且在美國的總票房可達到6000萬美元。3月30日，它的首週預估值增加至2750萬美元，而美國總額可望達到8500萬美元。該片在週四晚間獲得了430萬美元，這使首週末的預估值達4800萬美元（2750間戲院）。與週五上映的大多恐怖片不同，該片在本週末剩下的時段都不會降低票房。《噤界》在週六獲得了1910萬美元。首週末票房總計5000萬美元，成為當週票房冠軍；這也是繼2016年7月的《星際爭霸戰：浩瀚無垠》後最高的派拉蒙電影之首週成績。
| 上一届： 《一級玩家》   | 2018年美國週末票房冠軍 第14週 | 下一届： 《毀滅大作戰》            |
| 上一届： 《毀滅大作戰》 | 2018年美國週末票房冠軍 第16週 | 下一届： 《復仇者聯盟3：無限之戰》 |

## 續集
2018年4月25日，派拉蒙董事長兼執行長吉姆·賈諾普洛斯表示，該片的續集正在計劃中。編劇伍茲和貝克此前曾表示，他們已開始構思第二部電影的想法。2019年2月約翰·卡拉辛斯基在Instagram宣布續集定於2020年5月15日上映，並且他會回歸執導，而他的妻子艾蜜莉·布朗將會回歸演出。

## 外部連結
- 互联网电影数据库（IMDb）上《噤界》的资料（英文）
- 爛番茄上《噤界》的資料（英文）
- Box Office Mojo上《噤界》的資料（英文）
- AllMovie上《噤界》的资料（英文）
- Metacritic上《噤界》的資料（英文）
- 開眼電影網上《噤界》的資料（繁體中文）
- 豆瓣电影上《噤界》的資料 （简体中文）
- 时光网上《噤界》的資料（简体中文）